# 蕈托

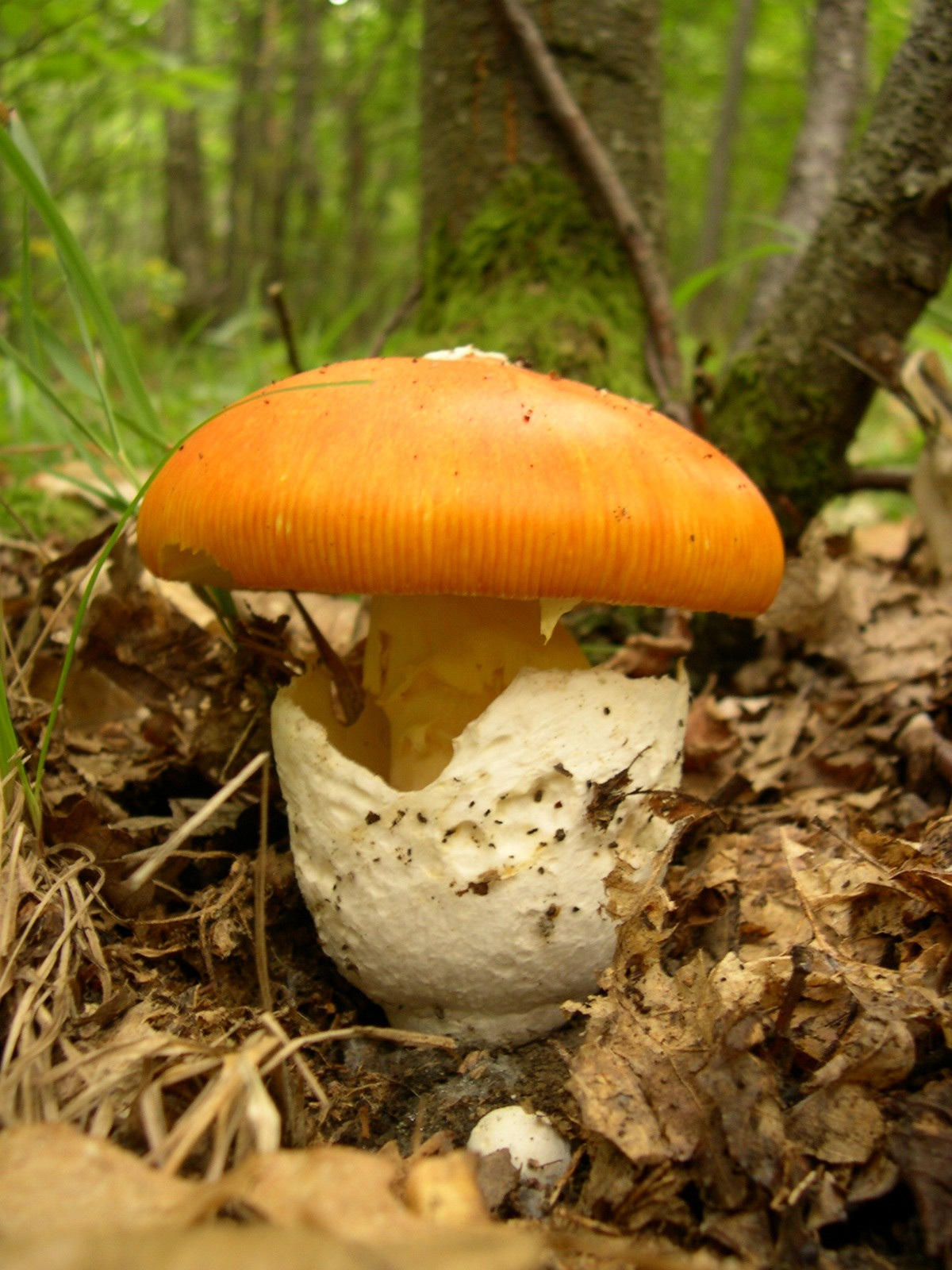
橙蓋鵝膏菌的底部有著突出的杯狀蕈托。

蕈托（英語：volva）是一個真菌學術語，用於描述外被組織殘留於蕈類底部的杯狀組織或是包覆未成熟，具閉室子實層真菌的包被殘留組織。因為蕈托易於觀察，因此在辨識野外蕈類時，蕈托的特徵非常重要；而在分類學上，這種明顯的特徵會經常用來辨識某一蕈類是否為鵝膏菌科的一員，因為鵝膏菌科擁有非常多種致命性蕈類。
一個蕈類的蕈托通常會部分、或是完全埋入地底，因此在利用此項特徵辨別蕈類時要特別小心。如果經過切割和拉拔這類蕈類，會由於蕈托可能損壞，而不小心就判別該蕈類沒有蕈托，這是非常致命的錯誤。